# Palmitynian cetylu
Palmitynian cetylu – organiczny związek chemiczny, ester kwasu palmitynowego i cetanolu. Jest pozyskiwany ze spermacetu – substancji występującej w głowie kaszalota. Występuje również w koralowcach z rodzaju Cladiella. Ma silne właściwości antybakteryjne, jest zdolny do hamowania rozwoju zanieczyszczających środowisko bakterii z rodzajów Bacillus i Psychrobacter ze skutecznością podobną do antybiotyków. Jego stężenie w koralowcach Cladiella sp. jest ponad 1000 razy większe niż wymagane do inhibicji rozwoju bakterii.